# Emil Kautzsch
Emil Friedrich Kautzsch (Plauen, 4 settembre 1841 – Halle (Saale), 7 maggio 1910) è stato un orientalista tedesco di origini ebraiche.

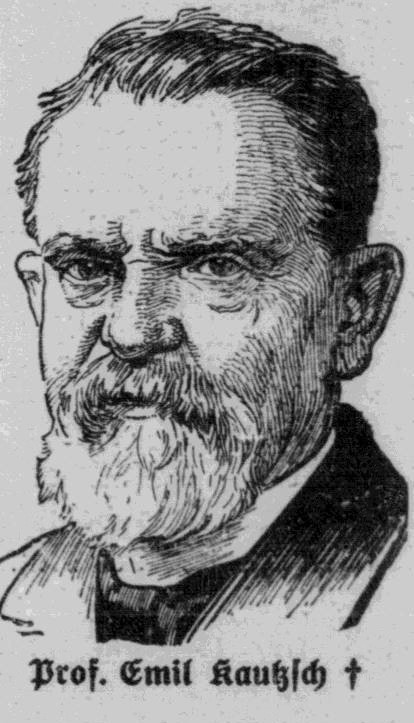
Emil Kautzsch

Studiò a Lipsia, dove insegnò fino al 1872, per poi spostarsi a Basilea, Tubinga e Halle. Nel 1876 visitò la Palestina ottomana e l'anno successivo fondò l'associazione Deutscher Palästina Verein. Dal 1888 fu tra i curatori dell'influente Theologische Studien und Kritiken. Pubblicò nel 1893 una traduzione e un commentario sul Libro dei Salmi, e nel 1902 una dissertazione sulla poesia biblica.

## Pubblicazioni

### Autore
- De Veteris Testamenti Locis a Paulo Apostolo Allegatis, 1869.
- Grammatik des Biblisch-Aramäischen, 1884.
- Apokryphen und Pseudepigraphen des Alten Testaments, 1900 (con altri studiosi).
- Heilige Schrift des Alten Testaments, terza edizione 1908-10 (con altri studiosi).
- Biblische Theologie des Alten Testaments, J.C.B. Mohr, Tubinga, 1911 (postumo).

### Curatore
- Hagenbach, Encykloädie und Methodologie, 10ª e 11ª edizione, 1880-1884.
- Hermann Scholz, Abriss der Hebräischen Laut und Formenlehre, 8ª edizione, 1899.
- Gesenius, Hebräische Grammatik, dalla 22ª alla 28ª edizione (del 1909).